# A sátán kutyája (film, 1939)
A sátán kutyája (The Hound of the Baskervilles) 1939-ben bemutatott fekete–fehér amerikai bűnügyi film Sidney Lanfield rendezésében. 
Magyarországon 1939. augusztus 24-én mutatták be A baskervillei kutya címen. 

## Cselekménye
|  | Alább a cselekmény részletei következnek! |

Dr. Mortimer háziorvos felkeresi Sherlock Holmest, a világhírű detektívet és segítségét kéri. Elmondja, hogy a Baskerville-ek évszázadok óta nem természetes halállal halnak meg. A szóbeszéd szerint a sátán kutyája üldözi a családot. Sir Charles halálát is ennek tulajdonítják, és most talán unokaöccse, Sir Henry van soron. Holmes elvállalja az ügyet és dr. Watsont elküldi, hogy kísérje el Sir Henryt a birtokra. 
Barryman, a család régi komornyikja és felesége fogadja őket. Barryman gyanússá válik azzal, hogy a láp felé fényjeleket ad le. Sir Henry és dr. Watson végére járnának a dolognak. Egy régi barlang romjainál egy züllött férfialak föntről hatalmas követ hajít le rájuk, de csak a lámpát találja el. Másnap Sir Henryt a mocsárnál a szomszéd földbirtokos, Stapleton húga, Beryl menti meg a biztos haláltól. A fiatalok egymásba szeretnek és eljegyzik egymást. 
Eközben Sherlock Holmes álruhában már napok óta titokban itt nyomoz. Dr. Watsonnal találkozik a romoknál, amikor üvöltést hallanak és látják, hogy egy kutya a mélybe taszít egy embert. Kiderül, hogy a kutya áldozata Barryman feleségének rossz útra tért testvére. Barryman élelmezte és a Sir Henry által ajándékozott ruhába öltöztette a szerencsétlent. Holmes szerint a fegyenc Sir Henry ruhája miatt halt meg, mert a kutya a szimat után ment. Holmes bejelenti, hogy Watsonnal együtt hazautazik, az ellenség halott. Sir Henry az estét Stapletonéknál tölti, és hazafelé útközben hatalmas kutya támadja meg. Már-már ő is áldozatul esik, amikor megjelenik Holmes Watsonnal és leteríti az állatot. Stapleton megpróbálja megmérgezni a sebesült Sir Henryt, de a betoppanó Holmes kiüti kezéből a mérget tartalmazó poharat. Holmes bebizonyítja, hogy Stapleton nem más, mint a Baskerville család Sir Henryn kívül egyetlen élő tagja. Stapleton kimenekül, de a lápban leli halálát.
|  | Itt a vége a cselekmény részletezésének! |

## Szereplők
- Basil Rathbone – Sherlock Holmes
- Nigel Bruce – Dr. Watson
- Richard Greene – Sir Henry Baskerville
- Wendy Barrie – Beryl Stapleton
- Lionel Atwill – Dr. James Mortimer
- John Carradine – Barryman
- Eily Malyon – Mrs. Barryman
- Morton Lowry – Jack Stapleton
- Barlowe Borland – Frankland
- Beryl Mercer – Mrs. Jennifer Mortimer
- Ralph Forbes – Sir Hugo Baskerville
- E. E. Clive – taxisofőr
- Lionel Pape – halottkém
- Nigel De Brulier – fegyenc
- Mary Gordon – Mrs. Hudson
- Ian Maclaren – Sir Charles Baskerville

A regényben az inas neve Barrymore, minthogy azonban a film készítésekor John Barrymore élő személy, híres színész volt, a filmben a nevet Barrymanre változtatták.